# Дейл (Вісконсин)
Дейл (англ. Dale) — місто (англ. town) в США, в окрузі Автаґемі штату Вісконсин. Населення — 2869 осіб (2020).

## Демографія
Згідно з переписом 2010 року, у місті мешкала 2731 особа в 982 домогосподарствах у складі 826 родин. Було 1023 помешкання
Расовий склад населення:
| - 98,3 % — білих - 0,5 % — азіатів - 0,3 % — корінних американців - 0,1 % — чорних або афроамериканців |

До двох чи більше рас належало 0,4 %. Частка іспаномовних становила 1,5 % від усіх жителів.
За віковим діапазоном населення розподілялося таким чином: 26,1 % — особи молодші 18 років, 64,9 % — особи у віці 18—64 років, 9,0 % — особи у віці 65 років та старші. Медіана віку мешканця становила 41,1 року. На 100 осіб жіночої статі у місті припадало 101,1 чоловіків;  на 100 жінок у віці від 18 років та старших — 103,3 чоловіків також старших 18 років.
Середній дохід на одне домашнє господарство  становив 99 107 доларів США (медіана — 93 594), а середній дохід на одну сім'ю — 106 731 долар (медіана — 99 081). Медіана доходів становила 65 688 доларів для чоловіків та 41 181 долар для жінок. За межею бідності перебувало 0,9 % осіб, у тому числі 0,7 % дітей у віці до 18 років та 2,1 % осіб у віці 65 років та старших.
Цивільне працевлаштоване населення становило 1530 осіб. Основні галузі зайнятості: виробництво — 21,8 %, освіта, охорона здоров'я та соціальна допомога — 18,2 %, будівництво — 11,0 %, фінанси, страхування та нерухомість — 10,3 %.